# Bakar
Bakar (wł. Buccari) – miasto w zachodniej Chorwacji, w żupanii primorsko-gorskiej, siedziba miasta Bakar. W 2011 roku liczyło 1473 mieszkańców.

## Geografia
Bakar jest położony nad zatoką Bakarski zaljev i oddalony o 15 km na południowy wschód od Rijeki, z którą posiada połączenie kolejowe. Składa się z dwóch części: Gradu i Primorja.

## Historia
W średniowieczu Bakar należał do Vinodolu, będącego własnością rodu Frankapanich. Pierwsza historyczna wzmianka o nim pochodzi z 1288 roku (Vinodolski zakonik).
Frankapani władali Bakarem do 1550 roku (na początku XV wieku czasowo władzę sprawowali hrabiowie Celje). W 1530 roku wzniesiono w mieście twierdzę w celu obrony przed najazdami osmańskimi. Pod koniec XVI wieku, w trakcie wojny habsbursko-weneckiej, dostęp do bakarskiego portu był blokowany przez Wenecjan. W latach 1550–1670 Bakar należał do rodu Zrinskich.
W latach 1725–1736 zbudowano drogę z Karlovaca do Bakaru i Rijeki (tzw. Karolinę), co dało impuls do rozwoju gospodarczego miasta. W latach 1749–1777 Bakar był częścią Pobrzeża Austriackiego, a następnie wrócił w granice Królestwa Chorwacji. W 1750 roku miasto zostało nawiedzone przez trzęsienie ziemi. W latach 1778–1779 Bakar stał się wolnym miastem królewskim z wolnym portem (do 1880 roku). Powołano miejski samorząd. W latach 1809–1813 władzę nad regionem sprawowali Francuzi (Prowincje Iliryjskie). Ekonomiczne znaczenie Bakaru zaczęło maleć pod koniec XIX wieku w związku z oddaniem do użytku kolei do Rijeki.